# リュドヴィク・ジュリ
リュドヴィク・ジュリ（Ludovic Giuly, 1976年7月10日 - ）は、フランス・ローヌ県リヨン出身の元サッカー選手。現役時代のポジションはミッドフィールダー、フォワード。

## 経歴
1990年に地元オリンピック・リヨンの育成機関に入団。1994年にはトップチームへ昇格を果たし、当時のジャン・ティガナ監督から絶大な信頼を得るが、監督の退任や自らの怪我もあり出場機会を減らす。1998年にティガナがモナコの監督に就任したのを機に同チームへ移籍し、ダビド・トレゼゲやティエリ・アンリらをサポートする右サイドハーフとして活躍した。その後クラブでキャプテンを務めるようになり、2003-04シーズンのチャンピオンズリーグ準優勝などチームの得点源かつ精神的支柱として活躍し、バロンドールにもノミネートされた。
2004年にバルセロナへ移籍。その後は2005年のリーガ制覇に主力として貢献した。2006年のチャンピオンズリーグでは準決勝のミラン戦（アウェイ）では決勝ゴールを挙げ、チームを決勝に導いた。決勝のアーセナルFC戦では先発フル出場し、バルセロナの14年ぶり2度目のビッグイヤー獲得に貢献した。
2007年7月17日にローマへ移籍。主力として活躍したが1シーズンで退団。2008年7月18日にパリ・サンジェルマンへの移籍が決定。4年ぶりに母国へ戻った。
2011年6月30日、契約満了となり退団。8月9日、リーグ・ドゥに降格した古巣モナコへ7年ぶりに復帰。同時にキャプテンにも就任した。しかし、序盤はフランス全国選手権（3部）降格もちらつくほどの不振に陥り自身も出番には恵まれなかった。しかし、年末にロシアの実業家ドミトリー・リボロフレフに買収されると息を吹き返すとともに出場機会も増え、最終的には8位で終えた。しかし、2012年5月30日に就任したクラウディオ・ラニエリ監督によって構想外となり、キャプテンも剥奪された。
7月31日にロリアンへ移籍。ロリアンとの契約終了後は生まれ故郷のクラブチームであり、自ら名誉会長を務めるモン・ドール・アゼルグ・フットでプレーすることを明言している。なお、同チームではジュリのこれまでの経済援助へ敬意を表して、2006年より本拠地のスタジアムの名称に彼の名を冠したリュドヴィク・ジュリ・スタジアムを使用している。
2013年5月11日付のレキップ紙で、5月26日を以ってサッカーキャリアに終止符を打つことを発表。今後は生まれ故郷のリヨンに戻り、約束どおりモン・ドール・アゼルグ・フットでプレーをしながら、指導者ライセンスの取得に励むという。

### 代表歴
代表チームでの初出場は2000年のスコットランド戦。フランス代表の攻撃的MFはジダン、ピレス、ヴィルトールと層が厚くなかなか出場機会を得られないでいたが、FIFAコンフェデレーションズカップ2003では欠場したジダンに代わって10番を背負い、中心選手として活躍した。しかしその後はメンバー入り確実と見られたEURO2004では直前に負傷、ドイツW杯ではレイモン・ドメネク監督の構想外となり落選するなど、代表でのビッグトーナメントには縁がなかった。

## 人物
- 本人や関係者は「鬚を伸ばすとフレディ・マーキュリーに似ている」と言う。2005-06シーズン、CLで優勝したら髭を剃らないと宣言、優勝した後は2006-07シーズン開始時には剃ってしまったものの宣言通りに髭を伸ばし、一時的にヒゲモジャのジュリを見ることができた。
- 陽気な人物であり、練習中でもチームメイトにいたずらをするなど微笑ましい一面をもっている。
- 2007年4月、フランスで『ジュリによるジュリ (Giuly par Giuly) 』というタイトルの自伝を出版。その中で、UEFAチャンピオンズリーグ 2005-06決勝でバルセロナが優勝を果たしたにも関わらず、2006 FIFAワールドカップのサッカーフランス代表の招集を受けなかったことへの苦悩や、レイモン・ドメネク代表監督への苦言を呈している。事の成り行きは、2004年の春、ナント対モナコ戦の後に、レイモン・ドメネクの伴侶であるエステル・ドニ（ジャーナリスト・サッカーコメンテーター）の番組に出演したことだった。番組収録後、彼女から番組のカセットをもらった際に、「パリに来たときは一緒にご飯でもいかがですか」という内容のメモがついていたことから、携帯メールで了解の返事をした。それがドメネク監督の知るところとなったため、反感を買い、メンバー構想外になったと憶測している。ちなみに自伝の中で、「エステル・ドニは僕のタイプじゃない」と明言している。なお、エステル・ドニとの不倫が取り沙汰されていたロベール・ピレスもジュリ同様2006 FIFAワールドカップのメンバー構想外となったため、様々な憶測を呼んだ。
- バルセロナに入団した際、練習中のロナウジーニョを見て自分では敵わないと判断し、自身のプレースタイルを「チームのためなら労を惜しまないという汗かき役」へシフトチェンジする事を決意している。結果としてそれがバルセロナでの成功に繋がったと語っている[1]。

## 所属クラブ
- 1994-1998  オリンピック・リヨン
- 1998-2004  モナコ
- 2004-2007  バルセロナ
- 2007-2008  ローマ
- 2008-2011  パリ・サンジェルマン
- 2011-2012  モナコ
- 2012-2013  ロリアン
- 2013-2016  モン・ドール・アゼルグ・フット

## タイトル

### クラブ
ASモナコ
- リーグ・アン : 1999-2000
- クープ・ドゥ・ラ・リーグ : 2003

FCバルセロナ
- リーガ・エスパニョーラ : 2004-05, 2005-06
- スペインスーパーカップ : 2005, 2006
- UEFAチャンピオンズリーグ : 2005-06

ASローマ
- コッパ・イタリア : 1999-2000
- スーペルコッパ・イタリアーナ : 2003

パリ・サンジェルマンFC
- クープ・ドゥ・フランス : 2010

### 代表
- FIFAコンフェデレーションズカップ2003